# Jõemetsa
Koordinaten: 58° 56′ N, 26° 55′ O
Jõemetsa ist ein Dorf (estnisch küla) in der Landgemeinde Lohusuu (Lohusuu vald). Es liegt im Kreis Ida-Viru (Ost-Wierland) im Nordosten Estlands.
Das Dorf hat 24 Einwohner (Stand 4. Januar 2010).